# Recitango
Recitango (em latim: Rhecithangus; m. 542) foi um oficial bizantino do século VI, ativo durante o reinado do imperador Justiniano (r. 527–565). 

## Vida
Recitango era nativo da Trácia. De acordo com Procópio de Cesareia, era homem inteligente e bom soldado. Como duque, apareceu em 541 com Teoctisto no comando e tropas estacionadas em Damasco ou Palmira, na Fenícia Libanense. Ele e Teoctisto estavam com Belisário em Dara em 541. Favoreceram a invasão do Império Sassânida, mas temiam a desaprovação imperial caso deixassem a Fenícia e Síria indefesas para eventuais ataques árabes.
Belisário, porém, ordenou-os que participassem na expedição sob alegação que os árabes não atacariam, pois, como era solstício de verão, estavam ligados à trégua sagrada. Dois meses depois, estavam ansiosos para retornar, pois o período de trégua havia acabado e o Líbano e Síria estavam sob ameaça de Alamúndaro. Tempos depois, mas antes de 549, Recitango foi enviado por Justiniano com exército para Lázica, porém atrasou sua partida e é desconhecido se chegou no país. Em 552, estava em Ilíria como um dos comandantes do exército reunido para se opor a Goar e Ildigisal. Ele, Arácio, Leoniano e Arimudo foram surpreendidos pelo inimigo enquanto bebiam água de um rio e foram facilmente mortos.